# Ponca (indfødte amerikanere)
Ponca er en mindre, nordamerikansk indianerstamme, der er geografisk delt i The Ponca Tribe of Nebraska og Ponca Indian Tribe of Oklahoma. Mindre formelt kalder divisionerne sig henholdsvis Cold Ponca og Warm Ponca på grund af Oklahomas varmere vinde.:5  Begge grupper er atter føderalt anerkendte efter at Nebraska-grenen havde mistet denne status i 1965 for at genvinde den den 31. oktober i 1990 på særlige vilkår.:271  The Ponca Tribe of Nebraska kan rådgive og hjælpe Cold Poncas i flere amter (counties) i Nebraska, South Dakota og Iowa indenfor områder som sundhed og omsorg, men stammen er afskåret fra at oprette et egentligt reservat. Poncaerne taler en dialekt af dhegiha-varianten af de siouanske sprog,:272  og de samler sig i klaner.:328 
Ponca-stammen tiltog sig en plads på kanten af prærien ved Missouri River i starten af 1700-tallet efter en generationer-lang folkevandring nordvestpå fra skovene langs Ohio River, Illinois.:278  Under folkeskarens søgende vandring gennem ukendte floddale splittede den sig gradvis op i fem selvstændige stammer, med ponca-stammen som den ene.:275-276 
I de nye prærieomgivelser fortsatte poncaerne en tradition for at bo i byer og dyrke jorden; men de tog samtidig nabofolkenes praktiske skikke til sig som f.eks. at bygge jordhytter (og ikke barkhuse):332  og at bo i tipier på jagtture efter bisoner. Pawnee-indianerne så længe skævt til poncaernes forsøg på at etablere sig nordøst for dem med konflikter til følge.:55  Gennem 1800-tallet var det navnlig lakotaerne (teton-siouxerne), som poncaerne udkæmpede kampe med.:338  :29  USA tvang stammen væk fra dens 1858 traktat-grundlagte reservat og ned til Indianerterritoriet (Oklahoma) i 1877, uden at poncaerne greb til våben; USA og poncaerne har aldrig ligget i åben krig.:27  Tvangsforflytningen blev omstødt af en domstol, og høvding Standing Bear og hans tilhængere vendte tilbage til deres gamle land.

## Historie

### Poncaernes lange vandring
Engang mellem år 1300 og 1500 forlod en stor stamme sine byer af barkhuse og dyrkede arealer i dalene ved Ohio River:332  og fulgte floden vestpå til dens udløb i Mississippi River. Folket søgte over på den anden side af Mississippi i skindbåde, men en gruppe blev fanget i tåge og endte med at sejle ned ad floden. Den blev til quapaw-stammen.:6  Hovedskaren fortsatte nordpå langs Mississippi og drejede op langs Missouri River, da de nåede denne. Gruppen holdt sig samlet lige til Osage River, hvor en del slog sig ned for siden at skilles i osage- og kansa-stammen. De resterende søgte over på østbredden af Missouri River og vandrede videre nordpå ad en ikke ganske fastlagt rute. Iowa-indianerne fulgte dem på vejen efter at have sluttet sig til gruppen på et eller andet tidspunkt.:332 
De nåede Pipestone Quarry i Minnesota, men forsøg på at bosætte sig blev mødt med heftig modstand fra især de nærboende yankton-siouxers side.:275  Med ophold andre steder undervejs, bl.a. ved Blood Run,:335  endte gruppen (minus iowaerne) vest for Missouri River i det nordligste Nebraska, tæt på South Dakota, efter først at have fordrevet arikaraerne.:276  Her rev hele ponca-klanen sig løs fra gruppens øvrige klaner, og ponca-stammen var en realitet. De øvrige klaner søgte lidt sydpå, bosatte sig tæt ved Missouri River og dannede omaha-stammen.:276 

### Vigtige ponca-byer
Poncaerne lærte af bygge jordhytter af arikaraerne,:332  og man kender beliggenheden af over 30 byer, der især lå samlet omkring Niobrara Rivers udløb i Missouri River.:110  Ponca Fort med en forsvarsgrøft og palisade var beboet allersidst i 1700-tallet.:125  Fish Smell Village blev bygget i 1840erne tæt ved Missouri River og var i brug, lige til poncaerne ufrivilligt måtte forlade den for Indianer-territoriet over tre årtier senere.:123  Poncaernes anden og ældre hovedby gennem 1800-tallet var Grey Blanket Village, der lå lidt tilbagetrukket fra Missouri River ved Niobrara River.:126  Der var gerne tilknyttet en adskilt begravelsesplads til en by,:90  og indbyggerne dyrkede traditionelt majs og andre afgrøder i nærtliggende marker.:28  En del af høsten blev tørret og gemt i forrådsgruber i jordhytten.:59 
En koppeepidemi ramte flere stammer ved Missouri River i 1800-1801, også poncaerne.:26  Folkene gennemførte deres traditionelle fællesjagt efter bisoner på prærien i september 1804, da Lewis og Clark-ekspeditionen sejlede forbi deres byer.:124  Ved at bytte buer og pile for heste havde stammen sikret sig de allerførste træk- og ridedyr til jagtekspeditioner under et møde med nogle prærieindianere i Black Hills kort efter bruddet med omahaerne.:333 

### Traktaterne med USA
Poncaerne og USA indgik den første traktat om ”evig fred og venskab” den 25. juni 1817.:96  Den 9. juni 1825 cementerede de to parter båndene med en ny traktat indgået i forbindelse med Atkinson-O'Fallon-ekspeditionens sejlads op ad Missouri River. Stammen var da velforsynet med heste og mulddyr, og de våbenføre mænd bar buer og pile samt dårlige skydevåben.:93 
Stammen afstod land til USA den 12. marts 1858, der bl.a. til gengæld lovede at beskytte poncaernes ejendele og det nydannede reservat placeret mellem Niobrara River og den lidt nordligere løbende Ponca River.:582  Reservatet var lille, og traktat-teksten beskrev et andet landområde som reservat for poncaerne end det faktisk tiltænkte. Området omfattede f.eks. ikke stammens traditionelle byer og majsmarker.:200  Som konsekvens blev reservatet udvidet 20 km østpå i 1860.:819 
Den 10. marts 1865 blev reservatet reduceret i forbindelse med en ny landafståelse til USA.:670-671  Reservatet lå i Dakota-territoriet på det tidspunkt, idet området nord for Niobrara Rivers nedre løb først kom ind under Nebraska i 1890.:Map 6  Ved en fejl fik poncaernes arvefjender i lakota-stammen traktat på ponca-reservatet i 1868 med dannelsen af Det store sioux-reservat, hvis sydgrænse var identisk med Nebraskas nordgrænse.:770  Resultatet var øgede konflikter mellem de i forvejen uforsonlige stammer.:21 

### Relationerne til nabostammerne
Poncaernes talrige sammenstød med lakotaerne gennem det meste af 1800-tallet førte til et svært tab for stammen i 1824. Atten høvdinge blev dræbt af brulé-lakotaer på vej tilbage fra et fredeligt møde med oglala-lakotaerne, og stammen stod praktisk talt uden rutinerede ledere.:27  Ellers stødte stammen sammen med pawnees,:30  og fra tid til anden gik poncaerne ligefrem ud mod deres gamle vandringsfæller fra Ohio River, omahaerne.:87 
Omkring 1854 overraskede poncaerne oglala-høvding Red Clouds lejr ved Niobrara River, dræbte to og erobrede mange heste.:107  I 1855 nød stammen sin sidste velgennemførte bisonjagt på prærien.:32  Navnlig brulé- og oglala-lakotaer, iblandt med hjælp fra cheyenner, gjorde bisonjagterne til en prøvelse for den lille stamme fra da af; i 1859 dræbte de f.eks. ponca-høvding (af tredje rang) Heavy Cloud og fjorten andre i et angreb på en jagtlejr ved Elkhorn River.:31  Indgåede fredsaftaler mellem de to indfødte folk holdt et par måneder, og så var alt som før.:72  De væbnede sammenstød og gensidige heste-erobringer mellem poncaerne og lakotaerne tog først ende med poncaernes tvungne flytning til Oklahoma 800 km sydpå i 1877.:128 

### Tvungen flytning til Oklahoma
Mange poncaer døde enten på den lange vej til Oklahoma eller siden i de uvante og varme omgivelser.:339  I en historisk retssag to år senere tillod domstolen (og siden USA’s højesteret) poncaerne at vende tilbage til deres traditionelle områder ved Niobrara River.:1  Omkring 170 af 700 poncaer, deriblandt høvding Standing Bear, benyttede sig af rettens afgørelse.:38  Nogle blev accepteret i andre stammers nærtliggende reservater,:150  indtil et samlet areal på 25.000 acre i Knox County blev udstykket i individuelt ejede jordlodder til de nordlige poncaer i 1881.:1 
Otto B. Knudsen, med en dansk far og en ponca mor, var angiveligt den sidste Cold Ponca, der blev gjort til høvding (af anden rang) i poncaernes traditionelle indsættelses-ceremoni.:IX 

## Galleri
- Maximilian zu Wied og kunstneren Karl Bodmer så denne tipilejr med poncaer ved Missouri River i 1833
- Kopi af Ponca Restoration Act, 1990
- Ponca Restoration Act (1 of 4) 02
- Ponca Restoration Act (1 of 4) 03
- Ponca Restoration Act (1 of 4) 04
- Kort med ponca-territoriet og de senere reservater